# Puya ramonii
Puya ramonii är en gräsväxtart som beskrevs av Lyman Bradford Smith. Puya ramonii ingår i släktet Puya och familjen Bromeliaceae. Inga underarter finns listade i Catalogue of Life.